# Klemme, Iowa
Klemme là một thành phố thuộc quận Hancock, tiểu bang Iowa, Hoa Kỳ. Năm 2010, dân số của thành phố này là 507 người.

## Dân số
Dân số qua các năm:
- Năm 2000: 593 người.
- Năm 2010: 507 người.